# Federalne Ministerstwo Rolnictwa, Leśnictwa, Regionów i Gospodarki Wodnej

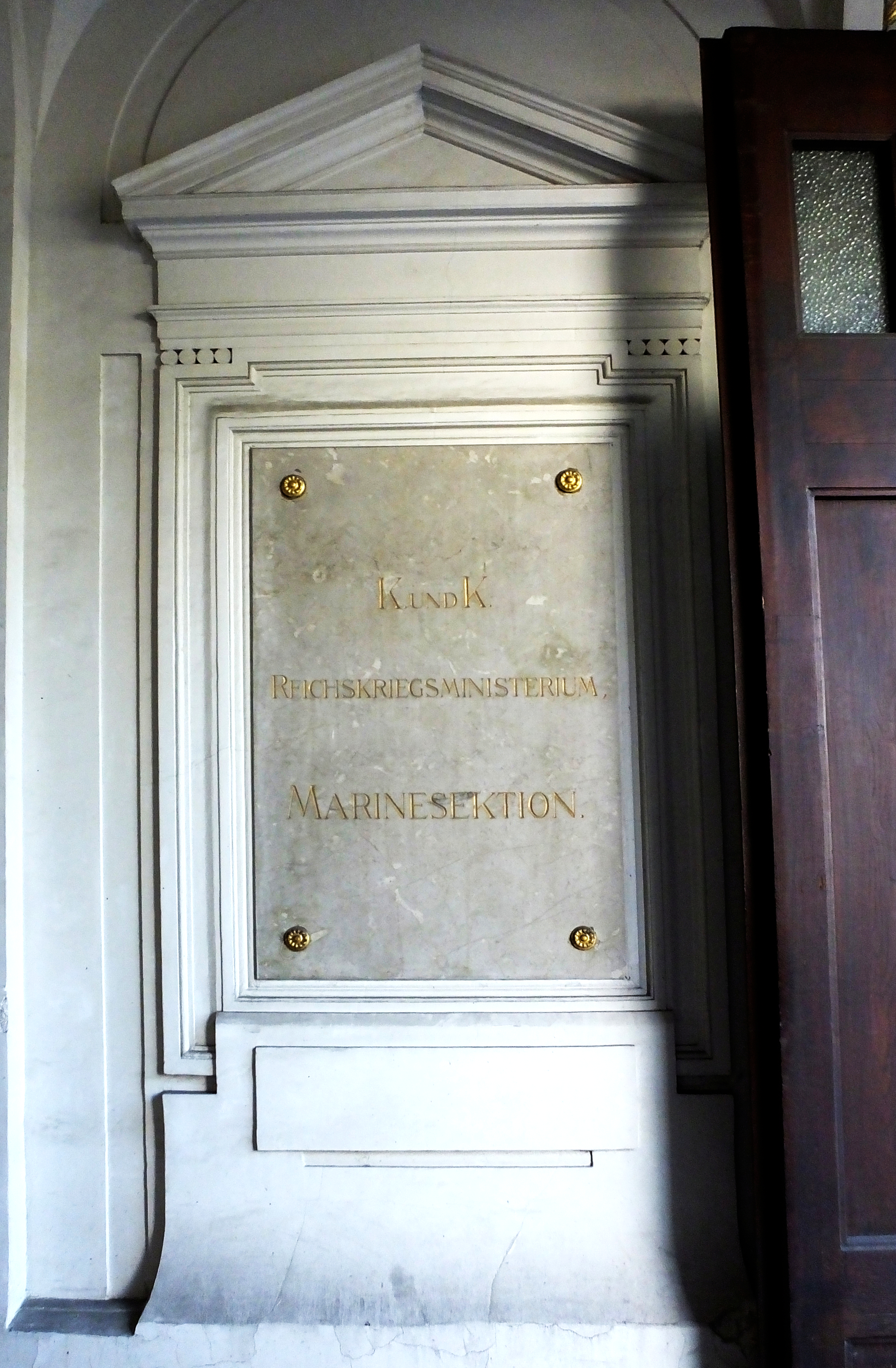
Tablica w budynku austro-węgierskiej marynarki wojennej przy ul. Vordere Zollamtsstraße 9 zajmowanym przez wydziały wodne ministerstwa

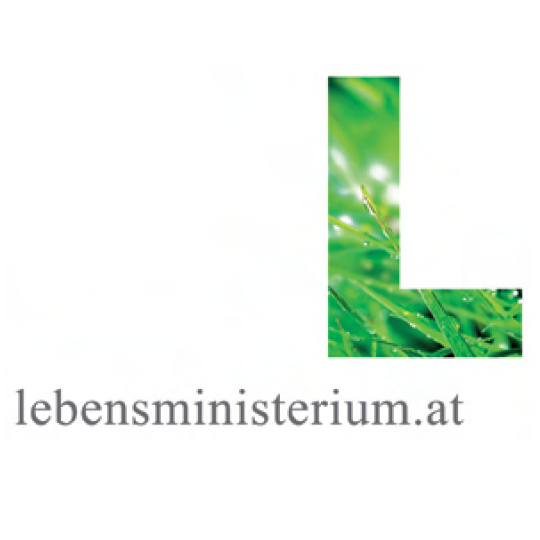
Logo Lebenministerium

Federalne Ministerstwo Rolnictwa, Leśnictwa, Regionów i Gospodarki Wodnej (niem. Bundesministerium für Land- und Forstwirtschaft, Regionen und Wasserwirtschaft, w skrócie BML) – austriackie federalne ministerstwo utworzone 18 lipca 2022 przez przekształcenie Federalnego Ministerstwa Rolnictwa, Regionów i Turystyki.
Główna siedziba ministerstwa znajduje się w Wiedniu w Regierungsgebäude, gmachu austro-węgierskiego ministerstwa wojny, przy ulicy  1.
W ministerstwie w 2019 funkcjonowało 9 departamentów merytorycznych do spraw:
- środowiska i gospodarki wodnej
- rolnictwa i rozwoju wsi
- leśnictwa i zrównoważonego rozwoju
- klimatu
- gospodarki odpadami, polityki chemicznej i techniki środowiskowej
- energetyki i górnictwa
- turystyki i polityki regionalnej.

## Historia
Zakres kompetencji ministerstwa łączy kilka działów administracji, które w przeszłości bywały zarządzane przez odrębne ministerstwa. Pierwszym z nich było Cesarsko-Królewskie Ministerstwo Rolnictwa powołane w 1868. Jego założenie jest formalnie uważane za początek działania resortu rolnictwa, jednak kontynuowało ono zadania wcześniejszych urzędów. Pierwszym było powstałe w wyniku rewolucji marcowej 1848 ministerstwo ds. robót ziemnych, handlu i przedsiębiorczości (Ministeriums für Landes-Cultur, Handel und Gewerbe) kierowane przez Antona von Doblhoff-Diera. Po wiedeńskim powstaniu październikowym (1848) połączono je z ministerstwem ds. robót publicznych (Ministerium für öffentliche Arbeiten). Takie ministerstwo (Ministeriums für Handel, Gewerbe und öffentliche Bauten) funkcjonowało do 1859, kiedy je rozwiązano, przenosząc kompetencje do innych ministerstw – ds. wewnętrznych, zagranicznych i finansów. W 1861 powstało nowe ministerstwo ds. handlu i gospodarki (Ministerium für Handel und Volkswirtschaft, od 1868 Cesarsko-Królewskie Ministerstwo Handlu), które miało w kompetencjach m.in. rolnictwo, leśnictwo, żeglugę czy górnictwo. Ministerstwo rolnictwa oficjalnie rozpoczęło działalność 11 stycznia 1868, choć tekę pierwszego ministra tego resortu Alfred Józef Potocki otrzymał już 30 grudnia 1867. Ministerstwo to oprócz rolnictwa zajmowało się robotami ziemnymi (melioracją) i górnictwem, leśnictwem, łowiectwem i innymi sprawami polityki regionalnej. Jednocześnie nadzór nad państwowymi lasami i kopalniami zachowało ministerstwo finansów. Nowe ministerstwo ulokowano w budynku Barbara-Stiftgebäude przy ulicy Postgasse 8. Resort środowiska został po raz pierwszy wyróżniony 1 lutego 1972, gdy utworzono Federalne Ministerstwo Zdrowia i Ochrony Środowiska. Przedtem jego kompetencje realizowały ministerstwa spraw socjalnych i rolnictwa (np. w zakresie nadzoru weterynaryjnego) oraz bezpośrednio urząd kanclerza. Ze względu na szerokie portfolio określano je jako Lebenministerium, czyli ‘ministerstwo życia’. Pierwszą minister tego resortu została Ingrid Leodolter. Ministerstwo miało siedzibę w rządowym gmachu przy Stubenring 1. W 1986 przeniosło się do nowo wybudowanego budynku przy ul. Radetzkystraße. W 1987 powołano Federalne Ministerstwo Środowiska, Młodzieży i Rodziny, którego pierwszą minister została Marilies Flemming. W 1991 większość departamentów ministerstwa przeniesiono do budynku przy Untere Donaustraße, a w 1995 do wydzierżawionego budynku przy ulicy Stubenbastei. W okresie od 1 stycznia 1995 do 30 kwietnia 1996 funkcjonowało odrębne Federalne Ministerstwo Środowiska. W 1996 przejęło ono nadzór nad środowiskowymi agencjami dotąd zarządzanymi przez ministerstwo finansów. W 2000 powołano Federalne Ministerstwo Rolnictwa, Leśnictwa, Środowiska i Gospodarki Wodnej, kierowane przez dotychczasowego ministra rolnictwa i leśnictwa Wilhelma Molterera. W 2018 rozszerzono zakres jego kompetencji o kwestie energetyki, górnictwa i turystyki, zmieniając nazwę na Federalne Ministerstwo Zrównoważonego Rozwoju i Turystyki. Na początku 2020 zmieniono na nowo nazwę ministerstwa na Federalne Ministerstwo Rolnictwa, Regionów i Turystyki. W jego kompetencjach pojawiła się telekomunikacja i poczta, natomiast kwestie klimatu i środowiska (bez leśnictwa i gospodarki wodnej) przeniesiono do nowego Federalnego Ministerstwa Ochrony Klimatu, Środowiska, Energii, Mobilności, Innowacji i Technologii. 18 lipca 2022 r. weszła w życie nowelizacja ustawy o federalnych ministerstwach, na mocy której zmieniono nazwę ministerstwa na obecną, a także przekazano Federalnemu Ministerstwu Finansów kwestie poczty, telekomunikacji i górnictwa.

## Ministrowie rolnictwa

### Cesarsko-Królewscy Ministrowie Rolnictwa
| Zdjęcie | Imię i nazwisko (partia polityczna) | Objęcie urzędu | Złożenie urzędu | Długość urzędowania | Rząd                    |
| ------- | ----------------------------------- | -------------- | --------------- | ------------------- | ----------------------- |
|         | Alfred Józef Potocki                | 30 XII 1867    | 15 I 1870       | 747 dni             | Rząd Edwarda von Taaffe |

### Federalni Ministrowie Rolnictwa i Leśnictwa
| Zdjęcie                          | Imię i nazwisko (partia polityczna) | Objęcie urzędu | Złożenie urzędu | Długość urzędowania | Rząd                              |
| -------------------------------- | ----------------------------------- | -------------- | --------------- | ------------------- | --------------------------------- |
|                                  | Josef Riegler (ÖVP)                 | 1987           | 1989            |                     | Drugi rząd Franza Vranitzky'ego   |
|                                  | Franz Fischler (ÖVP)                | 1989           | 1994            |                     | Drugi rząd Franza Vranitzky'ego   |
| Trzeci rząd Franza Vranitzky'ego | Franz Fischler (ÖVP)                | 1989           | 1994            |                     |                                   |
|                                  | Jürgen Weiss (ÖVP)                  | 1994           | 1994            |                     | Trzeci rząd Franza Vranitzky'ego  |
|                                  | Wilhelm Molterer (ÖVP)              | 1994           | 2000            |                     | Czwarty rząd Franza Vranitzky'ego |
| Piąty rząd Franza Vranitzky'ego  | Wilhelm Molterer (ÖVP)              | 1994           | 2000            |                     |                                   |
| Rząd Viktora Klimy               | Wilhelm Molterer (ÖVP)              | 1994           | 2000            |                     |                                   |

## Ministrowie środowiska

### Federalni Ministrowie Zdrowia i Ochrony Środowiska
| Zdjęcie                            | Imię i nazwisko (partia polityczna) | Objęcie urzędu | Złożenie urzędu | Długość urzędowania | Rząd                             |
| ---------------------------------- | ----------------------------------- | -------------- | --------------- | ------------------- | -------------------------------- |
|                                    | Ingrid Leodolter (SPÖ)              | 1 II 1972      | 1979            |                     | Drugi rząd Brunona Kreisky'ego   |
| Trzeci rząd Brunona Kreisky'ego    | Ingrid Leodolter (SPÖ)              | 1 II 1972      | 1979            |                     |                                  |
| Czwarty rząd Brunona Kreisky'ego   | Ingrid Leodolter (SPÖ)              | 1 II 1972      | 1979            |                     |                                  |
|                                    | Hertha Firnberg (SPÖ)               | 1979           | 1979            |                     | Czwarty rząd Brunona Kreisky'ego |
|                                    | Herbert Salcher (SPÖ)               | 1979           | 1981            |                     | Czwarty rząd Brunona Kreisky'ego |
|                                    | Kurt Steyrer (SPÖ)                  | 1981           | 1985            |                     | Czwarty rząd Brunona Kreisky'ego |
| Rząd Freda Sinowatza               | Kurt Steyrer (SPÖ)                  | 1981           | 1985            |                     |                                  |
|                                    | Franz Kreuzer (SPÖ)                 | 1985           | 1987            |                     | Rząd Freda Sinowatza             |
| Pierwszy rząd Franza Vranitzky'ego | Franz Kreuzer (SPÖ)                 | 1985           | 1987            |                     |                                  |

### Federalni Ministrowie Środowiska, Młodzieży i Rodziny
| Zdjęcie                          | Imię i nazwisko (partia polityczna) | Objęcie urzędu | Złożenie urzędu | Długość urzędowania | Rząd                             |
| -------------------------------- | ----------------------------------- | -------------- | --------------- | ------------------- | -------------------------------- |
|                                  | Marilies Flemming (ÖVP)             | 1987           | 1991            |                     | Drugi rząd Franza Vranitzky'ego  |
| Trzeci rząd Franza Vranitzky'ego | Marilies Flemming (ÖVP)             | 1987           | 1991            |                     |                                  |
|                                  | Ruth Feldgrill-Zankel (ÖVP)         | 1991           | 1992            |                     | Trzeci rząd Franza Vranitzky'ego |
|                                  | Maria Rauch-Kallat (ÖVP)            | 1992           | 1995            |                     | Trzeci rząd Franza Vranitzky'ego |
|                                  | Martin Bartenstein (ÖVP)            | 1996           | 2000            |                     | Piąty rząd Franza Vranitzky'ego  |
| Rząd Viktora Klimy               | Martin Bartenstein (ÖVP)            | 1996           | 2000            |                     |                                  |

### Federalni Ministrowie Środowiska
| Zdjęcie | Imię i nazwisko (partia polityczna) | Objęcie urzędu | Złożenie urzędu | Długość urzędowania | Rząd                              |
| ------- | ----------------------------------- | -------------- | --------------- | ------------------- | --------------------------------- |
|         | Maria Rauch-Kallat (ÖVP)            | 1995           | 1995            |                     | Czwarty rząd Franza Vranitzky'ego |
|         | Martin Bartenstein (ÖVP)            | 1996           | 1996            |                     | Czwarty rząd Franza Vranitzky'ego |

## Ministrowie wieloresortowego ministerstwa

### Federalni Ministrowie Rolnictwa, Leśnictwa, Środowiska i Gospodarki Wodnej
| Zdjęcie                  | Imię i nazwisko (partia polityczna) | Objęcie urzędu | Złożenie urzędu | Długość urzędowania | Rząd                              |
| ------------------------ | ----------------------------------- | -------------- | --------------- | ------------------- | --------------------------------- |
|                          | Wilhelm Molterer (ÖVP)              | 2000           | 2003            |                     | Pierwszy rząd Wolfganga Schüssela |
|                          | Josef Pröll (ÖVP)                   | 2003           | 2008            |                     | Drugi rząd Wolfganga Schüssela    |
| Rząd Alfreda Gusenbauera | Josef Pröll (ÖVP)                   | 2003           | 2008            |                     |                                   |
|                          | Nikolaus Berlakovich (ÖVP)          | 2008           | 2013            |                     | Pierwszy rząd Wernera Faymanna    |
|                          | Andrä Rupprechter (ÖVP)             | 2013           | 2017            |                     | Drugi rząd Wernera Faymanna       |
| Rząd Christiana Kerna    | Andrä Rupprechter (ÖVP)             | 2013           | 2017            |                     |                                   |
|                          | Elisabeth Köstinger (ÖVP)           | 2017           | 2018            |                     | Pierwszy rząd Sebastiana Kurza    |

### Federalni Ministrowie Zrównoważonego Rozwoju i Turystyki
| Zdjęcie | Imię i nazwisko (partia polityczna) | Objęcie urzędu | Złożenie urzędu | Długość urzędowania | Rząd                           |
| ------- | ----------------------------------- | -------------- | --------------- | ------------------- | ------------------------------ |
|         | Elisabeth Köstinger (ÖVP)           | 2018           | 2019            |                     | Pierwszy rząd Sebastiana Kurza |
|         | Maria Patek                         | 2019           | 2020            |                     | Rząd Brigitte Bierlein         |
|         | Elisabeth Köstinger (ÖVP)           | 2020           | 2020            |                     | Drugi rząd Sebastiana Kurza    |

### Federalni Ministrowie Rolnictwa, Regionów i Turystyki
| Zdjęcie | Imię i nazwisko (partia polityczna) | Objęcie urzędu | Złożenie urzędu | Długość urzędowania | Rząd                        |
| ------- | ----------------------------------- | -------------- | --------------- | ------------------- | --------------------------- |
|         | Elisabeth Köstinger (ÖVP)           | 2020           | 2022            |                     | Drugi rząd Sebastiana Kurza |

### Federalni Ministrowie Rolnictwa, Leśnictwa, Regionów i Gospodarki Wodnej
| Zdjęcie | Imię i nazwisko (partia polityczna) | Objęcie urzędu | Złożenie urzędu | Długość urzędowania | Rząd                 |
| ------- | ----------------------------------- | -------------- | --------------- | ------------------- | -------------------- |
|         | Norbert Totschnig (ÖVP)             | 2022           |                 |                     | Rząd Karla Nehammera |

## Instytucje podległe
Ministerstwu odpowiedniemu ds. środowiska podlega powołana w 1985 Federalna Agencja Ochrony Środowiska (Umweltbundesamt), przekształcona w 1999 w przedsiębiorstwo (GesmbH). W 1959 powołano fundusz gospodarki wodnej (Wasserwirtschaftsfonds) podległy ministerstwu budownictwa. W 1984 resort środowiska powołał fundusz ochrony środowiska (Umweltfonds). Oba fundusze połączono w 1987, tworząc fundusz Umwelt- und Wasserwirtschaftsfonds (Ökofonds).